# Ovos moles

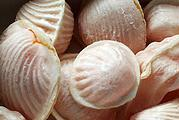
Ovos moles

Ovos moles − tradycyjne portugalskie słodycze z regionu miasta Aveiro, wytwarzane z mieszaniny dwóch części żółtek jaj i jednej części cukru. Masa może być umieszczana w małych, drewnianych beczułkach (barricas) z ręcznie malowanymi scenami marynistycznymi lub w otoczce z chleba typu opłatkowego w kształcie ryb i owoców morza.

## Pochodzenie
Ovos moles, podobnie jak wiele portugalskich słodyczy, wywodzą się od produktów wytwarzanych w przeszłości przez zakonników z klasztorów, które istniały w Portugalii do początków XIX wieku – dominikanów, franciszkanów i karmelitów. Po likwidacji zgromadzeń w 1834 roku pozostały po nich manufaktury oraz część świeckiego personelu.